# Snyderina
Genre
Snyderina est un genre de poissons de la famille des Scorpaenidae.

## Liste des espèces
Selon FishBase (29 janv. 2015), World Register of Marine Species (29 janv. 2015) et ITIS (29 janv. 2015) :
- Snyderina guentheri (Boulenger, 1889)
- Snyderina yamanokami Jordan et Starks, 1901